# Xenandra pelopia
Xenandra pelopia är en fjärilsart som beskrevs av Druce 1890. Xenandra pelopia ingår i släktet Xenandra och familjen Riodinidae. Inga underarter finns listade i Catalogue of Life.